# حفصه بنت الحاج
حَفْصه بِنْتُ الْحاج، از شاعران اندلسی در قرن ششم هجری قمری است که به اشعار عاشقانه شهره است.

## زندگانی
حفصه بنت الحاج که با نام حفصهٔ رَکونیّه نیز شناخته می‌شود؛ از نامورترین زنان شاعر اندلس در سدهٔ ۶ هجری قمری و مصادف با ۱۲ میلادی است. همهٔ منابع اندلسی بسیاری از منابع شرقی، ماجراهای عاشقانهٔ او را به ضمیمه اشعارش نقل کرده‌اند. منابع حفصه را به سبب زیبایی بسیارش ستوده‌اند و همین امر را سبب اعتبارش نزد بزرگان عنوان کرده‌اند. او را دختر مردی به نام الحاج گزارش کردند که از نسل و نژاد بربر بود. خاندان او به ثروتمندی شهره بودند و در غرناطه اعتباری داشتند. احتمال داده شده‌است که حفصه به سال ۵۳۰ هجری قمری مصادف با ۱۱۳۶ میلادی در غرناطه زاده شده‌است. او دوران نوجوانی را در همان شهر گذراند و از آموزش‌های شایسته‌ای بهره برده‌است.
آورده‌اند که حفصه به یمن زیبایی و شهرتش به جهت شاعری، نظر ابوجعفر احمد بن عبدالملک بن سعید را جلب کرد. ابوجعفر که به ابن سعید نیز شهره بود، در ادبیات صاحب نظر بود. در نهایت شیفته حفصه شد اما حفصه دل در گروی دیگری داشت و به همین امر، و با استناد به چهار بیتی او، در درخواست ملاقات ابوسعید اما و اگر کرده و بعد از دو ماه جواب منفی داد. ابوجعفر نیز در قطعه‌ای هشت بیتی، از عشقش نسبت به او سرود. حفصه در پاسخ به او از شتاب‌زدگی اش در عشق و ناشکیبایی‌اش در این امر که عادت این امور است، گلایه کرد و آن را ناپسند شمرد و ابوسعید را نکوهش کرد. بنابر گزارش‌ها در نهایت دیدارهای عاشقانه‌ای بین این دو صورت گرفت و ملاقات‌ها با شعر و شاعری همراه بود و محلی برای مجادلات شاعرانه شد. از تاریخ دقیق این ملاقات‌های عاشقانه و شروع عشق ابوسعید به حفصه، اطلاعات دقیقی در دست نیست.
حفصه بعدها به مراکش نقل مکان کرد و ادامه زندگی را به آنجا برد. طبق تحلیل‌های تاریخی، اگر حفصه به سال ۵۷۱ هجری قمری در مراکش باشد، احتمالاً باید طاعون بزرگی که در این منطقه رخ داده‌است را مشاهده کرده باشد. به گزارش ابن خطیب، حفصه در سال ۵۸۹ هجری قمری در شهر مراکش وفات کرد و سن او را ۵۵ سال گزارش کرده‌اند.

## اشعار
از مجموعه اشعار او، ۱۹ قطعه که ۷۱ بیت است بر جای مانده‌است. اکثر اشعار او در قالب اشعار مناسبتی است و نمی‌توان با استناد به آن، سبک و سیاق شعری او را استخراج کرد.

## منبع‌شناسی
از میان منابعی که به او و آثارش پرداخته‌اند می‌توان به منابع شرقی کهن اشاره کرد که عبارتند از: یاقوت (د ۶۲۶ ق/ ۱۲۲۹ م) در ادبا، ابن‌دواداری (د ۷۳۶ ق/ ۱۳۳۶ م) در کنزالدرر، صفدی (د ۷۶۴ ق/ ۱۳۶۳ م) در الوافی بالوفیات و سیوطی (د ۹۱۱ ق/ ۱۵۰۵ م) در نزهة الجلساء فی اشعار النساء. در میان منابع اندلسی نیز ابن‌دحیه (د ۶۳۳ ق/ ۱۲۳۶ م) المطرب من اشعار اهل المغرب، ابن‌ابار (د ۶۵۸ ق/ ۱۲۶۰ م) در تحفة القادم، ابن‌سعید مغربی (د ۶۸۵ ق/ ۱۲۸۶ م) در رایات المبرزین و غایات الممیزین، ابن‌خطیب (مق ۷۷۶ ق/ ۱۳۷۴ م) در الاحاطة، مقری (د ۱۰۴۱ ق/ ۱۶۳۱ م) در نفح الطیب از او یاد کرده‌اند. از میان منابع معاصر نیز فواز عاملی در الدر المنثور، شکعه در الادب الاندلسی، بوفلاقه در الشعر النسوی الاندلسی، کحاله در اعلام النساء، اعلمی حائری در تراجم اعلام النساء، یموت در شاعرات العرب فی الجاهلیة و الاسلام و وائلی در موسوعة شاعرات العرب، در خصوص او قلم زده‌اند. لوئی دی جاکومو، عضو «انجمن آموزش عالی مراکش»، مقالهٔ بسیار مفصلی دربارهٔ او دارد که در شماره ۱ و ۲ مجلهٔ هسپریس منتشر شده‌است.